# Gianni Frankis
Gianni Joseph Frankis (Rochford, 16 aprile 1988) è un ex ostacolista britannico naturalizzato italiano, specializzato nei 110 metri ostacoli.

## Biografia
Ha esordito internazionalmente nel 2005 vincendo una medaglia di bronzo ai Mondiali allievi in Marocco. Dopo aver vinto una medaglia d'argento agli Europei under 23 in Lituania, Frankis ha debuttato con la nazionale britannica seniores ai Mondiali di Berlino dello stesso anno, senza andare oltre le batterie. In Gran Bretagna ha vinto il titolo nazionale indoor nel 2013 a Sheffield.
Nel 2016, sfruttando le origini italiane della madre, Frankis ha trasferito la propria nazionalità sportiva all'Italia, giacché diminuivano le possibilità in Gran Bretagna. Ha quindi gareggiato ai campionati italiani indoor di Ancona, vincendo la medaglia di bronzo nei 60 metri ostacoli e si è classificato quinto nella versione outdoor tenutasi a Rieti nello stesso anno. Senza mai gareggiare per l'Italia a livello internazionale, si è ritirato dall'attività agonistica nel 2017.

## Palmarès
| Anno                                  | Manifestazione | Sede      | Evento    | Risultato  | Prestazione | Note |
| ------------------------------------- | -------------- | --------- | --------- | ---------- | ----------- | ---- |
| In rappresentanza della Gran Bretagna |                |           |           |            |             |      |
| 2005                                  | Mondiali U18   | Marrakech | 110 m hs  | Bronzo     | 13"48       |      |
| 2006                                  | Mondiali U20   | Pechino   | 110 m hs  | 7º         | 13"71       |      |
| 2007                                  | Europei U20    | Hengelo   | 110 m hs  | Bronzo     | 13"47       |      |
| 2009                                  | Europei U23    | Kaunas    | 110 m hs  | Argento    | 13"57       |      |
| 2009                                  | Mondiali       | Berlino   | 110 m hs  | Batteria   | 13"83       |      |
| 2011                                  | Universiadi    | Shenzen   | 110 m hs  | 7º         | 13"79       |      |
| 2011                                  | Universiadi    | Shenzen   | 4 × 400 m | 5º         | 3'08"68     |      |
| 2012                                  | Europei        | Helsinki  | 110 m hs  | Semifinale | 13"68       |      |